# Vkhutemas
Vkhutemas (en rus: Вхутемáс, acrònim de Высшие художественно-технические мастерские, «Tallers d'Ensenyament Superior de l'Art i de la Tècnica») va ser una escola estatal d'art i tècnica de Moscou, creada el 1920 pel govern soviètic. Va ser instituïda per un decret de Vladímir Lenin amb la intenció de «preparar mestres artistes de la més alta qualificació per a la indústria, constructors i administradors de l'educació tecnicoprofessional», i es construí sobre els principis de la participació dels estudiants en la presa de decisions democràtica. L'escola comptava amb 100 membres a l'equip docent i 2.500 estudiants matriculats. Vkhutemas es va formar arran de la fusió de dues escoles: l'Escola de Pintura, Escultura i Arquitectura de Moscou i l'Acadèmia Stroganov d'Arts Industrials i Aplicades. Els tallers eren facultats artístiques i industrials. A la facultat d'art es dictaven cursos de gràfica, escultura i arquitectura, mentre que en la industrial es feien cursos d'impressió, arts tèxtils, ceràmica, fusta i metal·lúrgia.
Va ser un centre dels tres principals moviments d'avantguarda en l'art i l'arquitectura: el constructivisme, el racionalisme i el suprematisme. En els tallers, els docents i els estudiants van transformar la visió de l'art i la realitat amb l'ús de geometria precisa amb un èmfasi en l'espai, forjant una de les grans revolucions en la història de l'art. Durant el 1926, l'escola va ser reorganitzada sota un nou rector i el nom va ser canviat de «Tallers» a «Institut». Finalment i després de deu anys d'existència, va ser dissolta el 1930. Els docents, els estudiants i el seu llegat es van dispersar en altres sis escoles.

## Naixement
El sorgiment de Vkhutemas respon a la necessitat històrica derivada de la Revolució Russa d'octubre de 1917, les reformes i la crisi de l'educació artística, i els moviments d'avantguarda artística de principis del segle xx.

### Context històric polític
El 1918, per iniciativa del Departament d'Art (IZO), depenent del Comissariat per a la Instrucció del Poble (Narkompros), es creà un Programa de l'Art que plantejava donar una definició bàsica a la funció de l'art en la societat socialista, reorganitzar les institucions artístiques i elevar l'artesania a la categoria d'art. El programa, intentava cobrir la necessitat d'establir Tallers Estatals Lliures en reemplaçament de les acadèmies (amb una marcada doctrina classicista i rutinària). Així sorgeixen els dos Tallers Lliures de Moscou: l'Acadèmia Stroganov d'Arts Industrials i Aplicades i l'Escola de Pintura, Escultura i Arquitectura. El 1920, els docents i estudiants d'ambdues institucions, es plantegen la seva fusió i unificació per a crear una sola escola d'arts i oficis.

### Context en les arts plàstiques

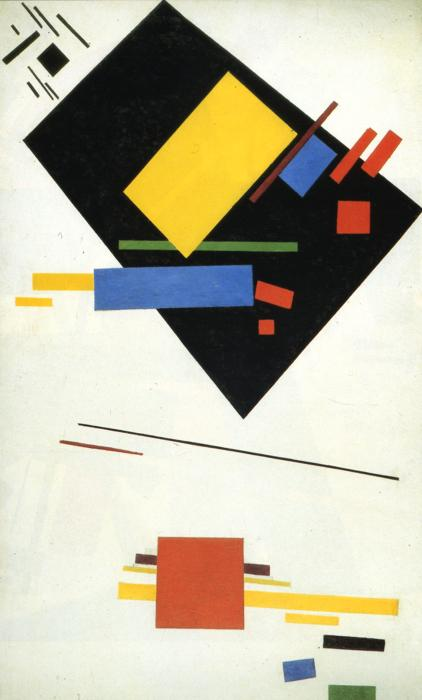
Composició suprematista de Malèvitx, estil influenciador del constructivisme rus.

El 1913, Mikhaïl Lariónov planteja el manifest del moviment raionista, una síntesi del futurisme, el cubisme i l'orfisme, en el qual reivindica la presència de la llum en la composició considerada com una quarta dimensió. Juntament amb la seva dona, Natàlia Gontxarova, descomponen els objectes en abstractes diagrames de feixos de raigs, alliberant als objectes de la realitat física i transformant-los en radiació pura.
El 1915, Kazimir Malèvitx, juntament amb Lariónov i Vladímir Maiakovski, publicà el manifest del moviment suprematista que proposa «l'alliberament de la determinació sensorial, és a dir de l'experiència objectiva. La pintura suprematista de Malèvitx es declara contra tota deformació de l'espai il·limitat que, lliure de tota dimensionalitat i mesurabilitat, ha de representar la substància absoluta que és igual a l'esperit pur». Malèvitx considerava que calia alliberar l'art de tot el pes inútil de l'objecte, evidenciant-se en la seva obra amb l'ús de formes pures com cercles, rectangles o triangles i colors bàsics. Així es va allunyar de la pintura figurativa i va establir les bases del neoplasticisme holandès i del constructivisme rus.
Al mateix temps, Vladímir Tatlin planteja el constructivisme i Aleksandr Ródtxenko el no-objectivisme, que tenen en comú l'abandó de tot referent objectual i la construcció d'una nova realitat a partir del no-res. Amb la influència rebuda per part dels collages de Pablo Picasso i Georges Braque, Tatlin comença a fer les seves primeres obres constructivistes, els contrarrelieves, que consistien en murals abstractes construïts amb fusta, perfils de metall, filferro, etc. Més tard, el 1919, aquests contrarrelieves perfilarien el disseny del Monument a la Tercera Internacional, considerat la principal obra del constructivisme.
Quan una fracció dels constructivistes, com Tatlin, Ródtxenko i El Lissitzky, anuncien la mort de l'art mateix i es proclamen productivistes, prenen una posició extrema amb una intenció precisa: voler fer de l'art un dels sectors de la feina manual i de la producció econòmica. Tatlin proposava que l'artista plàstic participi en la producció d'articles utilitaris. Encara que la majoria dels suprematistes i constructivistes estrictes no hi estaven d'acord, Malèvitx finalment adoptarà el productivisme.

## El Curs Bàsic
Els estudiants van assumir un rol actiu en el govern de l'escola i les nominacions al professorat. El Curs Preliminar Bàsic va ser una part important del nou mètode d'ensenyament que es va desenvolupar a Vkhutemas i es va fer obligatori per a tots els estudiants, independentment de la seva especialització futura. Aquest es basava en una combinació de disciplines artístiques i científiques. Durant el Curs Bàsic, els estudiants havien d'aprendre el llenguatge de les formes plàstiques i cromatisme. El dibuix es va considerar la base de les arts plàstiques, i els estudiants van investigar les relacions entre el color i la forma, així com els principis de composició espacial. Era similar al curs bàsic de l'escola de disseny Bauhaus, en el qual tots els estudiants de primer any estaven obligats a assistir-hi, però a diferència d'aquest, es va donar una base més abstracta als treballs tècnics. A principis de 1920 aquest Curs Bàsic constava de les següents parts:
1. La màxima influència dels colors (amb Liubov Popova)
2. Forma a través de color (amb Aleksandr Osmiorkin)
3. El color en l'espai (amb Aleksandra Ekster)
4. El color en el pla (amb Ivan Kliun)
5. Construcció (amb Aleksandr Ródtxenko)
6. La simultaneïtat de la forma i el color (amb Aleksandrs Drēviņš)
7. El volum en l'espai (amb Nadezhda Udaltsova)
8. Tutela (amb Vladímir Baranov-Rossine)[11]

## La Facultat d'Art
Els principals moviments en l'art que van influir en l'educació de Vhkutemas van ser el constructivisme i el suprematisme, encara que els alumnes eren prou versàtils com per pertànyer, o no, en diversos moviments artístics i, sovint, en diversos departaments d'ensenyament i en treballs amb diversos mitjans. El figura capdavantera de l'art suprematista, Kazimir Malèvitx, es va unir a l'staff docent de Vkhutemas el 1925, però el seu grup UNOVIS, de l'escola d'art de Vítsiebsk, que va incloure El Lissitzky, havien exhibit a Vkhutemas abans, el 1921. Si bé el constructivisme aparentment va ser desenvolupat com una forma d'art en gràfica i escultura, tenia com a tema subjacent l'arquitectura i la construcció. Aquesta última influència va impregnar l'escola. L'educació artística a Vkhutemas tendia a ser multidisciplinària, fet que deriva dels seus orígens com una fusió entre un col·legi de belles arts i una escola artesanal. Els artistes es traslladaven entre els departaments, com Ródtxenko, des del de pintura al de metal·lúrgia. Gustav Klutsis, que va ser cap d'un taller sobre teoria del color, també es va traslladar des del de pintura i obra escultòrica al d'estands d'exposició i quioscs. El Lissitzky, que s'havia format com a arquitecte, també va treballar en una àmplia secció transversal de mitjans com ara gràfica, impressió i disseny d'exposicions.

## La Facultat Industrial

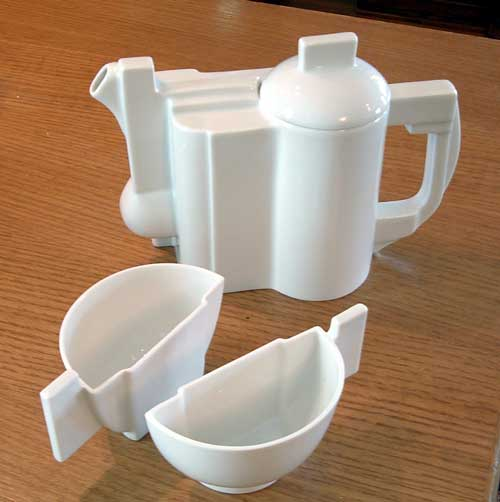
Tetera i tasses constructivistes dissenyades per Malèvitx el 1932

La facultat industrial tenia la tasca de preparar artistes d'un nou tipus, artistes capaços de treballar no només en les arts plàstiques i pictòriques tradicionals, sinó també capaços de crear tots els articles de la vida quotidiana així com els instruments de treball. La producció industrial s'esforçava per a crear productes viables econòmicament i amb la funcionalitat que requeria la societat. La política dirigida a les classes socials necessitava d'artistes dedicats a l'artesania i el disseny de productes industrials i domèstics. Hi va haver una forta pressió per part del Comitè Central de Partit Comunista de la Unió Soviètica que entre 1926 i 1928 va requerir un cos d'estudiants «d'origen treballador i camperol», i de membres de la «classe treballadora». Aquest disseny per impulsar l'economia va donar lloc a una tendència cap al treball, amb dissenys funcionals de luxes minimitzats. Les taules dissenyades per Ródtxenko, per exemple, estaven equipades amb parts mecàniques movibles, estandarditzades i multifuncionals.
Els productes dissenyats a Vhkutemas mai no van salvar la bretxa que existia entre els tallers i les fàbriques de producció, tot i que es conreava l'estètica de les fàbriques (Popova, Stepànova, i Tatlin fins i tot van dissenyar peces de vestir per a treballadors industrials). El mobiliari construït a Vhkutemas va explorar les possibilitats dels nous materials industrials com ara la fusta contraplacada i el tub d'acer.
Hi va haver èxits que després influirien en el futur pensament del disseny. A l'Exposició d'Arts Decoratives de 1925 a París, el pavelló de la Unió Soviètica dissenyat per Konstantín Mélnikov va atreure tant les crítiques com les lloances per la seva arquitectura econòmica i de la classe treballadora. Un dels motius centrals de les crítiques va ser la «nuesa» de l'estructura, en comparació d'altres pavellons de luxe com els de Jacques Émile Ruhlmann. Ródtxenko va dissenyar un club de treballadors i el mobiliari de la Facultat de Treball en Fusta i Metall (Дерметфак) que van contribuir a l'èxit internacional de la seva obra. Els estudiants van guanyar diversos premis i el pavelló de Mélnikov va guanyar el Grand Prix. Com una nova generació d'artistes i dissenyadors, els estudiants i el professorat de Vhkutemas van aplanar el camí per al disseny de mobiliari que més tard desenvoluparien arquitectes com Marcel Breuer i Alvar Aalto durant el segle xx.

### El Departament de Metal·lúrgia i Fusta
El degà d'aquest departament va ser Aleksandr Ródtxenko, que va ser nomenat per ocupar el càrrec al febrer de 1922. El departament de Ródtxenko era més ampli del que el nom suggereix, concentrant-se en exemples concrets i abstractes del disseny de producte. En un informe de 1923 al rector, Ródtxenko enumera les següents matèries que li foren ofertes: matemàtiques superiors, geometria descriptiva, mecànica teòrica, física, història de l'art i política d'alfabetització. Les tasques teòriques van incloure el disseny gràfic i la «disciplina volumètrica espacial», mentre que l'experiència pràctica es va donar en el treball de fosa, encunyació, gravat i electrotip, a més de les passanties a les fàbriques. L'aproximació i enfocament de Ródtxenko combinava efectivament art i tecnologia, i se li va oferir el deganat el 1928, tot i que ell s'hi va negar. El Lissitzky també era membre d'aquest departament.

### El Departament de Tèxtils
El Departament de Tèxtils va ser dirigit per la dissenyadora constructivista Varvara Stepànova. Com en els altres departaments, l'educació es desenvolupava en línies utilitàries, i Stepànova va encoratjar els seus estudiants a interessar-se per la moda: se'ls va dir que portessin quaderns perquè poguessin observar i anotar els teixits i l'estètica contemporània de la vida quotidiana tal com es podia apreciar a la via pública. Stepànova va descriure el 1925 el seu pla d'estudis «amb l'objectiu d'elaborar mètodes per a una pràctica conscient de les exigències que s'imposa per a les noves condicions socials». Liubov Popova va ser també membre de la facultat tèxtil, i el 1922, quan se les va contractar per a dissenyar teles per a la Fàbrica de Tèxtils Impresos del Primer Estat, Popova i Stepànova van ser les primeres dissenyadores dones en la indústria tèxtil soviètica. Popova va dissenyar productes tèxtils amb geometries arquitectòniques asimètriques. Abans de la seva mort el 1924, Popova va produir teles amb grilles impreses de falçs i martells, anteriors al clima polític del primer Pla Quinquennal.

## Les escoles d'arquitectura

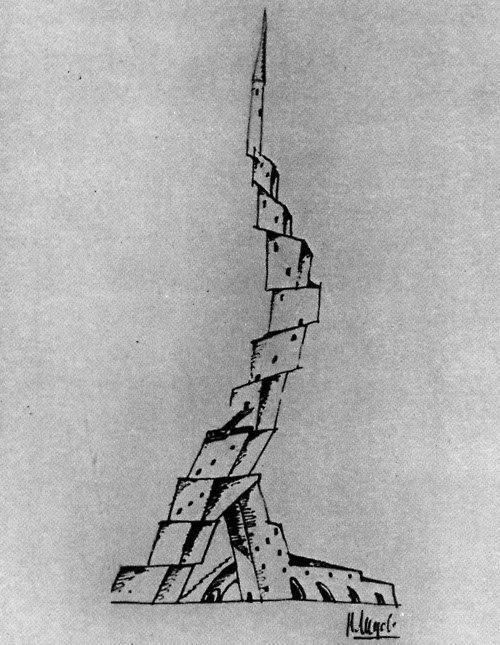
Croquis de Ladovski que va realitzar durant el seu pas per Vhkutemas

La formació arquitectònica es va dividir en dos camps: el de l'escola neoclàssica d'Ivan Zholtovsky, el primer degà del Departament d'Arquitectura, i els Tallers Units de l'Esquerra dirigits per Nikolai Ladovski. Un tercer departament independent, anomenat Arquitectura Experimental, va sorgir el curs 1924/1925, encapçalat pels constructivistes Konstantín Mélnikov i Ilià Gólossov. Mitjançant el curs bàsic, el constructivisme i el suprematisme també es van convertir en importants influències en els plans d'estudi del disseny arquitectònic.
Les dues escoles d'arquitectura de l'època que hi havia a Moscou eren la MVTU, encapçalada per Aleksandr Kuznetsov, i l'Institut d'Enginyers Civils encapçalat pels germans Vesnin. Aquesta última es va fusionar amb la MVTU el 1924, i també es va proposar que es fusionés la MVTU amb Vhkutemas el 1924, en un esforç per consolidar l'ensenyament de l'arquitectura. Després de la fusió, les facultats de disseny industrial i artístic van mantenir la seva orientació i Vhkutemas es va centrar més en l'enginyeria. La MVTU era l'escola més important del constructivisme en l'arquitectura, mentre que Vhkutemas s'enfocava principalment a l'art i el disseny. Els membres del Grup OSA es van dividir entre la MVTU i Vhkutemas i van participar en les dues escoles. El grup OSA va organitzar la Primera Exposició d'Arquitectura Moderna el 1927. Nadezhda Bykova hi va dissenyar la seva primera estació de metro i es va convertir en una de les arquitectes més prolífiques del Metro de Moscou.

### El Taller Acadèmic
El departament d'arquitectura original de Vhkutemas va ser el Taller Acadèmic. Es tractava de la continuació directa del Primer Taller d'Arquitectura d'Ivan Zholtovsky, que va durar de 1918 a 1919, i va ser fortament influenciat per la personalitat de Zholtovsky i el seu equip format per Aleksei Sxússev i Ivan Rylsky. Zholtovsky practicava un peculiar estil d'educació que implicava llargues converses amb grups molt reduïts d'alumnes (беседы Жолтовского) i, a el mateix temps, l'aplicació d'una rigorosa capacitació en delineació i composició clàssica. Zholtovsky va crear una facultat organitzada en dos nivells, composta per tres residents i un grup de «gestors» a temps parcial per a la supervisió d'un cos de «mestres» instructors postgraduats (Ladovski, els germans Gólossov, Nikolai Dokuchayev i altres). La dissolució d'aquest sistema es va iniciar el 1919 amb l'establiment de Vhkutemas.
Cap al final de la Guerra Civil russa, alguns professors descontents van preferir desplaçar-se de la línia de Zholtovsky practicant l'art modernista amb nombrosos sindicats independents. El més important d'ells, el Primer Sindicat Creatiu (Первое Творческое объединение, Живскульптарх), va ser el dels arquitectes aturats. El 1920, la facció consolidada al voltant de Nikolai Ladovski (ara el líder de l'arquitectura racionalista) i la minoria neoclàssica, es va reduir a un petit grup al voltant de Zholtovsky. En 1923, Zholtovsky va abandonar el país durant tres anys, renunciant a la presidència de Vhkutemas i lliurant-la a Ladovski.

### El taller de Nikolai Ladovski

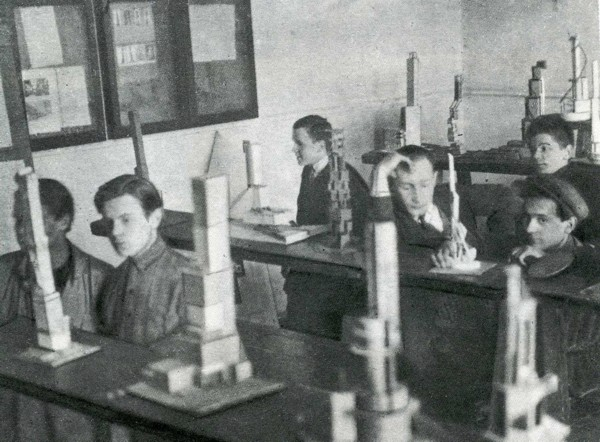
Estudiants d'Obmas amb models de projecte en l'assignatura d'Espai

Al començament de l'any acadèmic 1920/1921, Nikolai Ladovski, juntament amb els instructors Nikolai Dokuchaiev i Vladímir Krinski van crear Obmas. Obmas era l'acrònim dels Tallers Units de l'Esquerra (Обмас, Объединенные левые мастерские), aquests estudis van estar actius durant tres anys i es van fer càrrec del Departament d'Arquitectura sencer el 1923.
Ladovski era conegut pels seus mètodes d'ensenyament innovadors, en particular, per la seva declaració que «el material bàsic de l'arquitectura és l'espai». El seu programa d'entrenament era superficialment similar a la formació clàssica: en primer lloc, l'estudi d'un element arquitectònic particular del passat, a continuació, utilitzar-lo en projectes abstractes, i, finalment, aplicar-lo a l'arquitectura del món real en tasques arquitectòniques que van des d'embarcadors (1922-1923) fins a gratacels (1924-1925). Aquest programa es va convertir en una font de novetats arquitectòniques. A Obmas va ser formulat el concepte creatiu del racionalisme, i tant professors com alumnes es van diferenciar dels constructivistes.
El 1923, Ladovski va fundar un altre grup racionalista, ASNOVA (Ассоциация новых архитекторов). Entre 1925 i 1930 el departament de Ladovski i els germans Vesnin van participar en una competència professional de projectes d'estudiants, que després va separar els grups més racionalistes i constructivistes de l'arquitectura d'avantguarda. La més notòria de les obres produïdes en aquest taller va ser la Ciutat Voladora de Gueorgui Krutikov, el seu projecte de graduació de 1928.

### El Taller Constructivista
Els estudiants d'Aleksandr Vesnin van produir diversos dissenys innovadors amb un interessant contrast amb els productes del taller de Ladovski. Per exemple, el projecte de Lydia Komarova d'un quarter general del Komintern estava revestit de vidre amb estructura cilíndrica i que va prefigurar el treball high-tech desenvolupat posteriorment. Mentrestant, Sokolov va dissenyar un pla el 1928 d'hotels-resort establerts al camp com beines de vidre, que es va convertir en un prototip per al desurbanisme soviètic. El projecte de graduació més famós va ser l'Institut de Lenin d'Ivan Leonidov el 1927, produït sota la tutela de Moissei Guínzburg. Un dels estudiants, Kirill Afanasiev en observar les relacions estretes que s'havien desenvolupat i l'alt nivell d'atenció per part dels professors, va afirmar que «els estudis Vesnin (d'Aleksandr i Leonid Vesnin a Vhkutemas, i de Víctor Vesnin de la MVTU) van ser el cor del constructivisme soviètic» Les classes van atreure visites des de l'estranger com la de Le Corbusier.

### La Nova Acadèmia
Konstantín Mélnikov, que havia estat professor a Vhkutemas des de 1920, i Ilià Gólossov van formar un taller conjunt conegut com la Nova Acadèmia. Aquests estudis van ser coneguts pel seu enfocament individualista. Mélnikov i Gólossov van adoptar aspectes del classicisme de Zholtovsky i del racionalisme de Ladovski. Els principis de la Nova Acadèmia van ser redactats per Mélnikov i Gólossov el 1923, i continuen la polèmica pel que fa a la dialèctica entre el vell i el nou, la forma i la imitació, l'absència i la decadència, el principi i el final: «La veritable marca de la nova arquitectura no és només la reutilització de formes, sinó que es basa en la reutilització de les gradacions perceptives establertes de la vella arquitectura». El 1924, el departament d'arquitectura va fer un esforç de simplificació en l'organització i va fusionar la Nova Acadèmia amb els Tallers Acadèmics. Mélnikov va sortir de Vhkutemas havent perdut el programa que havia creat i dirigit. La tardor de 1924 se li va oferir el lloc de president del Departament de Metalls, però no el va acceptar.

## La visita de Lenin
Vladímir Lenin va signar el decret per a crear l'escola tot i que la seva atenció es va centrar en l'art més que en el marxisme. Tres mesos després de la seva fundació, el 25 de febrer de 1921, Lenin i Nadejda Krúpskaia van ser a Vhtutemas per a visitar la filla d'Inessa Armand i per conversar amb els estudiants, on en un debat sobre art hi va trobar certa afinitat amb el futurisme.

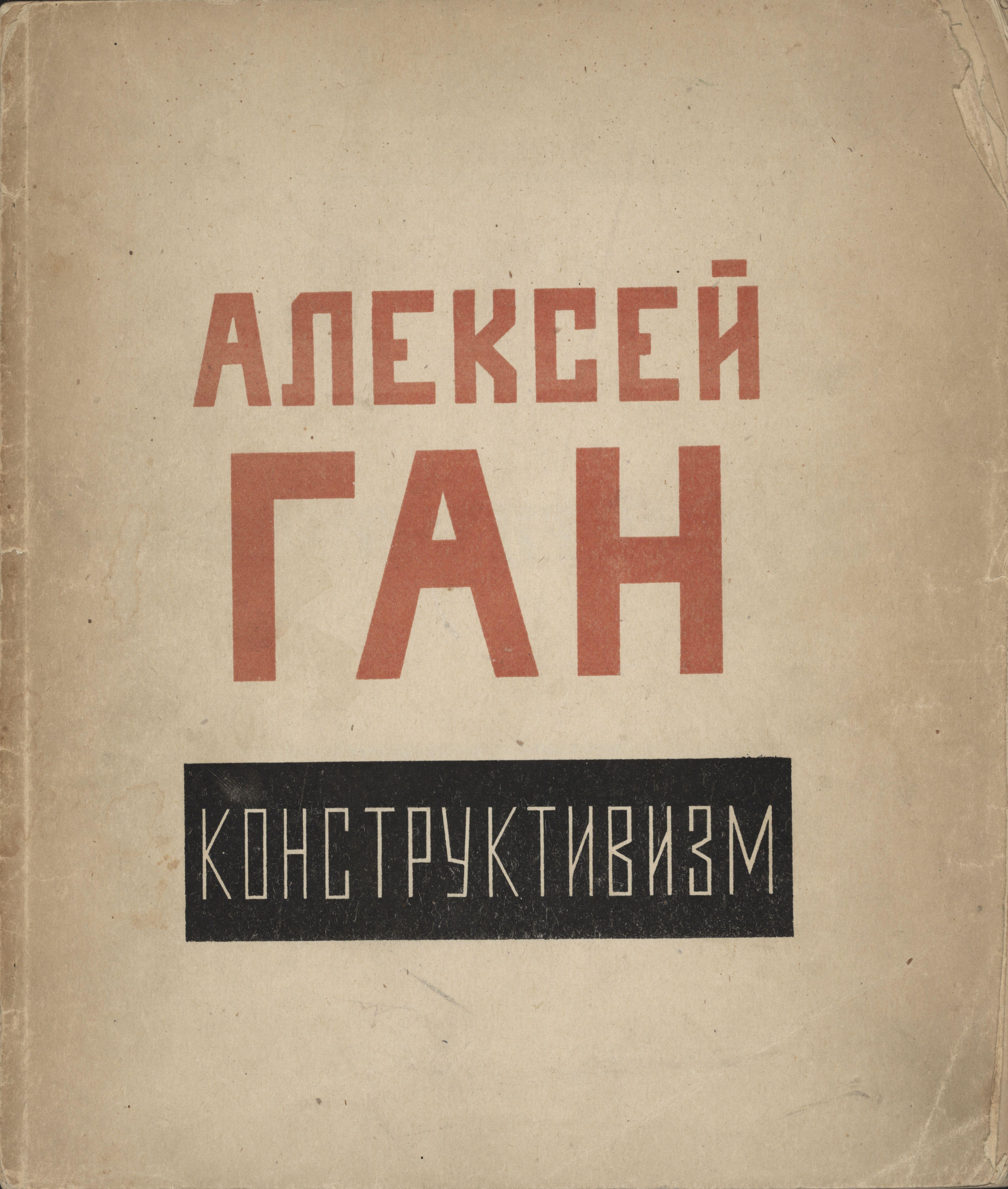
Portada del llibre Constructivisme d'Aleksei Gan (1922)

Tot i que Lenin no era un entusiasta de l'art d'avantguarda, els docents i alumnes de Vhkutemas van realitzar projectes en el seu honor i van seguir les seves directrius polítiques. El treball final d'Ivan Leonidov va ser el disseny de l'Institut Lenin de Biotecnologia. El Monument a la Tercera Internacional de Vladímir Tatlin va ser construït pels estudiants i va ser mostrat al seu taller a Leningrad. D'altra banda, el Mausoleu de Lenin va ser dissenyat pel professor Aleksei Sxússev. El llibre Constructivisme d'Aleksei Gan, publicat el 1922, va proporcionar un vincle teòric entre les noves arts i les polítiques emergents contemporànies, connectant el constructivisme amb la revolució i el marxisme. El decret de fundació va incloure l'establiment pels estudiants d'una «educació obligatòria en literatura política i en els fonaments de la visió del món comunista en tots els cursos».

## Relació i comparació amb la Bauhaus
Vhkutemas va tenir un estret paral·lelisme amb la Bauhaus alemanya, en la seva intenció, organització i abast. Les dues escoles van ser les primeres a formar dissenyadors-artistes en un sentit modern. Les dues escoles van ser patrocinades per l'estat, amb la intenció de fusionar la tradició artesanal amb la tecnologia moderna, amb un Curs Bàsic de principis estètics, cursos de teoria del color, disseny industrial i arquitectura. Vhkutemas multiplicava per deu la xifra d'estudiants de la Bauhaus, però va comptar amb menys publicitat i, en conseqüència, és menys popular a Occident. La influència de Vhkutemas va ser expansiva a l'Exposició d'Arts Decoratives de 1925 de París. A més, va atreure l'interès de diverses visites del director del Museu d'Art Modern de Nova York, Alfred Barr. Amb l'internacionalisme de l'arquitectura i el disseny modern, hi va haver molts intercanvis entre Vhkutemas i Bauhaus. El segon director de la Bauhaus, Hannes Meyer, va tractar d'organitzar un intercanvi entre les dues escoles, mentre que Hinnerk Scheper-Hughes va col·laborar amb diversos membres de Vhkuteín en l'ús del color en l'arquitectura i va sotmetre a reflexió crítica, mitjançant una carta oberta a l'alumnat, les tendències acadèmiques de Vhkutemas. A més, El Lissitzky, que va visitar diverses vegades la Bauhaus, va publicar un llibre, Rússia, una Arquitectura per a la Revolució Mundial, en alemany el 1930, on figuren diverses il·lustracions de projectes destacats de Vhkutemas. Una altra connexió va ser la visita que Kazimir Malèvitx va realitzar a la Bauhaus el 1927, on va exposar els seus quadres i va publicar en la sèrie de la Bauhaus, Bauhausbücher, un llibre titulat Die Gegenstandslose Welt («El món sense objectes»), una recull d'assajos ja publicats entre 1920 i 1926. Vassili Kandinski abandonà Vkhutemas el 1921 i poc després fou contractat per la Bauhaus, on va impartir més anys que qualsevol altre professor de l'escola. Les dues escoles van florir en un període relativament liberal i es van tancar sota la pressió, cada vegada major, dels règims totalitaris.
| «                   | La Bauhaus tenia com a finalitat desenvolupar l'individu, mentre que els tallers de Moscou se centraren en desenvolupar a les masses | » |
| — David Shterenberg | |   |

## Tancament de Vhkutemas
El 1930, per resolució del govern es va dissoldre Vhkutemas i es va reemplaçar per diverses escoles i instituts especialitzats, entre ells la MVTU amb el qual va formar l'Institut d'Arquitectura i Construcció de Moscou, que es va transformar en l'Institut d'Arquitectura de Moscou el 1933, l'Institut Poligràfic de Moscou, la Facultat de Belles Arts i l'Institut Tèxtil de Moscou. El moviment modernista es va dispersar històricament en el realisme socialista, el postconstructivisme i l'Estil Imperi de l'arquitectura estaliniana. Juntament amb el tancament de Vhkutemas s'esvaí l'avantguarda russa en el camp de les arts plàstiques.